# Vương Nghiệp (Tam Quốc)
Vương Nghiệp (giản thể: 王业; phồn thể: 王業; bính âm: Wang Ye; ? – ?), tự Trường Tự (長緒), là quan viên Tào Ngụy thời Tam Quốc trong lịch sử Trung Quốc.

## Cuộc đời
Vương Nghiệp quê ở huyện Cao Bình, quận Sơn Dương, Duyện Châu, là con trai của Vương Khải, cháu ngoại của Lưu Biểu. Vương Khải là tộc huynh của Vương Xán, cùng Vương Xán tị nạn ở Kinh Châu. Lưu Biểu biết Vương Xán có tài năng, danh tiếng, muốn gả con gái cho, nhưng lại thấy Xán xấu xí nên thôi. Biểu lại thấy Vương Khải có phong độ, dung mạo, bèn đem con gái gả cho.
Năm 208, Vương Xán đầu hàng Tào Tháo, đưa cả nhà về phương bắc, Vương Nghiệp cũng ở trong đó. Đến năm 219, hai con trai của Vương Xán vì liên quan đến vụ nổi dậy của Ngụy Phúng mà bị xử tử.
Năm 220, Tào Phi cướp ngôi nhà Hán, lập ra Tào Ngụy, hối tiếc vì Vương Xán tuyệt tự, bèn cho Vương Nghiệp kế thừa tước Quan nội hầu của Xán, bởi thế mà tàng thư của Thái Ung được giao cho Vương Nghiệp kế thừa.
Vương Nghiệp làm quan đến Yết giả bộc xạ, không rõ chết năm nào.

## Trong văn hóa
Vương Nghiệp không xuất hiện trong tiểu thuyết Tam quốc diễn nghĩa của La Quán Trung.